# راميرو كاستيو
راميرو كاستيو (بالإسبانية: Ramiro Castillo)‏ (مواليد 28 مارس 1966) هو لاعب كرة قدم. يلعب مع منتخب بوليفيا لكرة القدم. سبق له أن لعب في كأس العالم لكرة القدم مع منتخب بلاده.

## روابط خارجية
- راميرو كاستيو على موقع الاتحاد الدولي (مؤرشف)  (الإنجليزية)
- راميرو كاستيو على موقع قاعدة بيانات كرة القدم.إي يو (الإنجليزية)
- راميرو كاستيو على موقع ناشيونال فوتبول تيمز (الإنجليزية)